# Чкаловська сільська рада (Асекеєвський район)
Чка́ловська сільська рада (рос. Чкаловский сельский совет) — сільське поселення у складі Асекеєвського району Оренбурзької області Росії.
Адміністративний центр — селище Чкаловський.

## Історія
До 2011 року у складі сільради перебувало також селище Отділення 3, яке було передано до складу Заглядинської сільради.

## Населення
Населення — 1707 осіб (2019; 1899 в 2010, 2196 у 2002).

## Склад
До складу сільської ради входять:
| Населений пункт     | Населення, осіб (2002) | Населення, осіб (2010) |
| ------------------- | ---------------------- | ---------------------- |
| Сосновка, селище    | 261                    | 190                    |
| Чкаловський, селище | 1935                   | 1709                   |